# Ânderson Lima
Ânderson Lima (født 18. marts 1973) er en tidligere brasiliansk fodboldspiller.